# No. 1 Group RAF
Die No. 1 Group der britischen Royal Air Force ist eine der beiden Operationsgruppen des Air Command. Heute wird die Gruppe als Air Combat Group (Luftkampfgruppe) bezeichnet, ihr unterstehen sämtliche Kampfjets der britischen Royal Air Force und Flughäfen in Großbritannien sowie die RAF Support Unit Happy Valley-Goose Bay in Kanada. Die Basis in Goose Bay wird hierbei überwiegend als operative Trainingsstation genutzt. Der Sitz der Gruppe befindet sich auf der Luftwaffenbasis High Wycombe, in Buckinghamshire. Der gegenwärtige Commodore ist Air Vice-Marshal Gerry Mayhew.

## Geschichte
Die bereits während des Ersten Weltkriegs existierende Bomber-Gruppe der Royal Air Force war eine Kampfbombergruppe der Royal Air Force (RAF) während des Zweiten Weltkriegs. Sie war während des Sitzkrieges und des Frankreichfeldzuges Teil der Advanced Air Striking Force der British Expeditionary Force und stellte deren Hauptquartier. Die Einheit war auch am Flächenbombardement deutscher Städte (morale bombing) während des Zweiten Weltkriegs beteiligt. 1950 bis 1954 wurde die Group gegen die Unabhängigkeitsbewegung während der Malayan Emergency eingesetzt.
Am 1. Mai 1968 änderte sich die Kommandostruktur: Bomber Command wurde mit Fighter Command zum Strike Command zusammengelegt.